# SN 1952F
SN 1952F – supernowa odkryta 30 stycznia 1952 roku w galaktyce A122824+1320. W momencie odkrycia miała maksymalną jasność 16,90m.